# Enseada Arctowski

A enseada Arctowski é uma pequena enseada no lado sudeste do Cabo Thomas na Baía do Almirantado, Ilha do Rei George, na Antártida. Nomeada por uma Expedição Antártica Polonesa (1977-79) depois de Henryk Arctowski, meteorologista polonês na Expedição Antártica Belga, 1897-99, e em associação com a Estação Antártica Polonesa Henryk Arctowski no Ponto Thomas.